# Estado físico
Un estado físico es cada una de las situaciones o formas físicamente distinguibles mediante la medición de alguna(s) propiedad(es)  que puede adoptar un sistema físico en su evolución temporal. Es decir, en un sistema físico que está sufriendo cambios, un estado físico es cualquiera de las situaciones posibles como resultado de estos cambios.

## Estado físico en diferentes teorías físicas
La definición anterior es muy abstracta, y toma sentidos ligeramente diferentes, según la teoría física de que se trate, por eso merece explicar el término más concretamente en cada contexto donde aparece. En particular el término aparece en los siguientes contextos de la física:
1. Estado es usado a veces como un sinónimo de estado de la materia.
2. En mecánica clásica el microestado de un sistema (o un cuerpo) se refiere al conjunto de variables medibles relevantes para especificar completamente su evolución temporal futura.
3. En termodinámica, el estado termodinámico o más concretamente el macroestado de equilibrio de un sistema se refiere a una situación descriptiva del sistema, caracterizada por una combinación de propiedades físicas, por ejemplo, temperatura, presión, volumen (que especifica completamente las otras propiedades macroscópicas del sistema).
4. En el estudio de los sistemas dinámicos, un sistema físico que evoluciona con el tiempo se modeliza mediante una ecuación diferencial (o conjunto de ellas), en este contexto se denomina estado al vector de variables incógnita que interviene en esa ecuación (en ciertos casos, esto coincide con el concepto de estado físico en el sentido termodinámico, en otros es un concepto más abstracto).
5. En mecánica cuántica, el estado se refiere a un objeto matemático que resume la información maximal obtenible del sistema, usualmente este estado viene representado por un vector en un espacio de Hilbert abstracto (técnicamente una clase de equivalencia de vectores del espacio de Hilbert que difieren en una "fase" o número complejo de módulo unidad).

## Estado físico enmecánica clásica
En mecánica clásica el estado de movimiento de una partícula queda determinado por la posición y velocidad. Eso determina a su vez su energía potencial y su energía cinética. Además conocida la posición y velocidad (vector tangente a la trayectoria) en la posición inicial, el teorema fundamental de curvas implica que la trayectoria será totalmente conocida si especificamos las fuerzas implicadas para todo instante futuro.
Debido a lo anterior, una manera conveniente de representar el conjunto del estados posibles de una partícula es especificar el par (x, v) (posición, velocidad) o el par (x, p) (posición, cantidad de movimiento). De hecho la posición x es generalmente un punto de ℝ³ o bien un punto del llamado espacio de configuración (para cuando se usan coordenadas no cartesianas), la velocidad es siempre un vector del espacio tangente al espacio de configuración (que como caso particular puede ser ℝ³). Así pues como espacio de estados, se seleccionada el fibrado tangente del espacio de configuración que es lo que conocemos como espacio fásico.
Para sólidos rígidos puesto que tienen un número finito de grados de libertad podemos construir igualmente un espacio de configuración formado por coordenadas que definan la posición de un cierto punto (como el centro de masa), coordenadas que definan la orientación. El fibrado tangente del anterior vuelve a ser un espacio fásico adecuado para representar todos los estados de movimiento del sólido rígido.

## Estado físico enmecánica cuántica
En mecánica cuántica no-relativista, el estado físico de una partícula comúnmente queda especificado por el valor de un conjunto maximal del observables compatibles (CCOC). Estos observables se modelizan como operadores autoadjuntos definidos sobre un espacio de Hilbert complejo y separable. El valor medio de una magnitud física A, obtenible a partir de productos escalares en el espacio de Hilbert del tipo:

{\displaystyle \left\langle \psi \right|\left(A\left|\psi \right\rangle \right)=\left\langle \psi \right|A\left|\psi \right\rangle }

Donde {\displaystyle \left|\psi \right\rangle } es un vector unitario del espacio de Hilbert. Puesto que la medida anterior no cambia si representamos el vector de estado por {\displaystyle e^{i\theta }\left|\psi \right\rangle }, puesto que:

{\displaystyle \left\langle e^{i\theta }\psi \right|A\left|e^{i\theta }\psi \right\rangle =e^{-i\theta }\cdot e^{i\theta }\left\langle \psi \right|A\left|\psi \right\rangle =\left\langle \psi \right|A\left|\psi \right\rangle }

El estado físico de una partícula cuántica es una clase de equivalencia de vectores unitarios formada por vectores que difieren en un factor de la forma eiθ.

### Mecánica cuántica relativista
En mecánica cuántica relativista los estados suelen referirse a los estados posibles del espacio-tiempo. Así el estado del espacio-tiempo viene dado por el número de partículas de cada tipo presentes y los valores de ciertas magnitudes asociadas. A cada tipo de partículas se le asocia un campo material u observable a partir del cual se definen los operadores de creación y destrucción y el operador número de partículas para cada tipo de partícula que pueda existir en el sistema físico.

## Estado físico entermodinámica
Un sistema termodinámico que en equilibrio queda caracterizado por un número finito n de variables de estado se dice que es un sistema termodinámico con n de grados de libertad. El estado del sistema viene dado por un (X1, X2, ..., Xn) de las cuales al menos una de ellas es una magnitud extensiva.